# Grieks-Italiaanse Oorlog
De Grieks-Italiaanse oorlog is een Italiaans offensief in de Tweede Wereldoorlog om Griekenland vanuit het onder protectoraat gestelde Albanië te veroveren en te annexeren. De oorlog betekende de eerste nederlaag voor de asmogendheden, maar leidde ook tot de Duitse interventie in Griekenland.

## Voorgeschiedenis
In 1940 stond Hitler op het toppunt van zijn roem, en kwam Mussolini steeds meer in diens schaduw te staan. Italië bezette weliswaar ook wat gebieden, maar hield duidelijk geen gelijke tred met de Duitsers. De bezetting van Griekenland stond al tijden op Mussolini's agenda. Hitler had echter meermaals laten weten uitdrukkelijk geen gedonder in de Balkan te willen. De prioriteit lag in Noord-Afrika en het Suez-kanaal. Generaal Graziani bleef echter het offensief via Egypte, tot frustratie van Mussolini, uitstellen. Hitlers plotselinge bezetting van de Roemeense olievelden was voor Mussolini de druppel die de emmer deed overlopen: hij wilde laten zien dat ook hij een grote veroveraar was.
Op 28 oktober 1940 overhandigde de Italiaanse ambassadeur in Athene de Griekse dictator Ioannis Metaxas een ultimatum waarin stond dat Italië militaire steunpunten en bepaalde garanties opeiste. De termijn die gold was daarbij belachelijk kort, slechts een paar uur. Metaxas antwoordde met een duidelijk nee (hetgeen nog ieder jaar op Óchi-dag wordt herdacht) en de bevolking meldde zich massaal bij het leger.
Als antwoord op de dreiging werd het noorden van het land versterkt, en de Grieken maakten zich klaar voor een aanval van de Italianen. Griekenland was bijster slecht op oorlog met Italië voorbereid: het kon aanvankelijk slechts 10 divisies (ca. 100.000 man) in het veld brengen en bezat geen noemenswaardige luchtmacht. De Metaxas-linie in het noorden was slechts tegen Bulgarije gericht en was niet doorgetrokken tot de Albanese grens.
De Italianen waren echter al bijna even slecht voorbereid. Legerbevelhebbers klaagden dat ze te weinig voorbereidingstijd hadden, en over het feit dat ze een veldtocht in november moesten voeren nu de weersomstandigheden zo slecht waren. Toch zag men het optimistisch in: men verwachtte dat de veldtocht tegen de slecht bewapende Grieken een militaire "wandeling" zou worden.

## Verloop van de strijd
Deze aanval begon al op 28 oktober 1940 met een Italiaanse aanval op de linie. De aanval eiste aan beide zijden veel slachtoffers. Toch liep na verloop van tijd het Italiaanse offensief dood. De Grieken werden geholpen door het slechte weer en het moeilijk begaanbare terrein. Door het slechte weer moest de luchtmacht aan de grond blijven, waardoor de Italianen datgene waarin ze het meest superieur waren aan de Grieken niet konden inzetten. Door de ruwe zee konden landingen op o.a. Korfoe niet doorgaan.
De Italianen trachtten op twee punten op te rukken: Epirus en West-Macedonië. Winston Churchill deed een aanbod aan Metaxas om Britse legereenheden naar Griekenland te verschepen om de Italiaanse opmars tegen te houden. Metaxas gaf bevel het Griekse leger te laten overgaan tot de aanval. In de Slag bij de Pindus wisten de Grieken de Italiaanse Julia-divisie te verslaan. Deze slag was een keerpunt in de strijd.

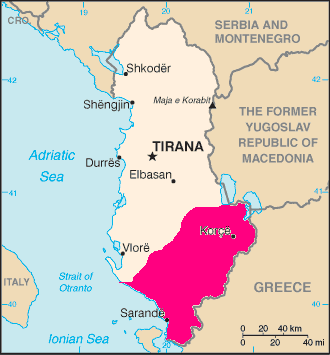
Het door de Grieken bezet gebied november 1940 - maart 1941

De Griekse tegenaanval begon op 14 november 1940 en dreef de Italiaanse eenheden terug over de grens. Het Griekse leger overschreed deze, en veroverde de Albanese steden Përmet en Sarandë. De Italianen werden over de rivier Kalamas teruggedreven. Uiteindelijk wisten de Grieken ongeveer een kwart van Albanië te bezetten. De Italianen konden pas de opmars stoppen na versterkingen te hebben aangevoerd. Uiteindelijk boden minder dan 300.000 Grieken weerstand aan meer dan 500.000 Italiaanse troepen.
Intussen landden Britse troepen op Kreta, terwijl de Grieken ook Britse luchtsteun ontvingen. Dit en de nederlagen van de Italiaanse bondgenoot dwongen Hitler tot ingrijpen om de Balkan te beschermen. Hij maakte zich op om met Bulgarije Griekenland binnen te vallen. Bulgarije zag zijn kans op wraak schoon vanwege gebiedsafstanden na de Eerste Wereldoorlog en Tweede Balkanoorlog. De Britten probeerden de Grieken te overtuigen zich uit Albanië terug te trekken om te voorkomen dat het leger door een Bulgaars-Duits offensief zou worden afgesneden van Griekenland. De Grieken weigerden echter ook maar een meter bezet gebied op te geven.
Van 9 tot 20 maart 1941 probeerden de Italianen nog een keer op eigen kracht de Grieken terug te drijven, maar ook deze aanval mislukte. Op 6 april 1941 kwam uiteindelijk de verwachte Duits-Bulgaarse aanval: de slag om Griekenland was begonnen.

## Gevolgen
Dat was officieel het einde van de Italiaans-Griekse oorlog, omdat Duitse, Italiaanse en Bulgaarse troepen nu de Balkancampagne startten tegen Joegoslavië en Griekenland. Op dat moment was de Griekse strategische positie hopeloos. De Grieken hadden de Italianen tot dan toe kunnen afhouden vanwege het slechte leiderschap aan Italiaanse zijde en het patriottisch elan en terreinkennis aan Griekse zijde. Maar met de Duitsers en Bulgaren in de strijd waren de Grieken numeriek nog verder in de minderheid en deed de kwaliteit van de verouderde bewapening zich nog sterker voelen tegen de modern bewapende Duitsers. Bovendien was het leeuwendeel van het Griekse leger in Albanië en niet in het grensgebied met Bulgarije, en waren na bijna zes maanden oorlog de Griekse voorraden op een kritiek laag niveau.
De Bulgaren konden gemakkelijk de onverdedigde noordgrens passeren, het leger in Albanië werd in de rug aangevallen, en binnen enkele weken waren beide landen ingenomen.
Italië kreeg controle over delen van Noord-Griekenland en Montenegro. Kosovo werd bij Albanië gevoegd, en omdat Albanië een protectoraat was van Italië betekende iedere vergroting van Albanië ook een vergroting van Italië. De Bulgaren bezetten het noordoosten (West-Thracië), en de Duitsers een aantal strategische punten waaronder de Turkse grens. Voor Griekenland waren nu de jaren van bezetting aangebroken.
Er zijn theorieën dat door de noodzaak voor Hitler om Mussolini te helpen in het Balkanwespennest, de Duitse inzet bij de Operatie Barbarossa (Duitse inval in de Sovjet-Unie) niet zo groot kon zijn als militair gewenst, wat kan hebben bijgedragen tot een zekere traagheid in de Duitse opmars. Net genoeg traagheid om de Sovjettroepen in staat te stellen met behulp van de (ook in Nederland) extreem strenge winter 1941-1942, tijdig de verdediging van Moskou te organiseren.